# IC 1639
IC 1639 est une petite galaxie particulière située dans la constellation de la Baleine. Sa vitesse par rapport au fond diffus cosmologique est de (5062 ± 22) km/s, ce qui correspond à une distance de Hubble de 74,7 ± 5,2 Mpc (∼244 millions d'al). IC 1639 a été découverte par l'astronome français Stéphane Javelle en 1903.
IC 1639 est une galaxie dont le noyau brille dans le domaine de l'ultraviolet. Elle est inscrite dans le catalogue de Markarian sous la cote Mrk 562 (MK 562).

## Groupe de NGC 429
IC 1639 fait partie du groupe de NGC 429 dont les membres sont indiqués dans un article d'Abraham Mahtessian paru en 1998. Ce sont NGC 426, NGC 429, NGC 430 et NGC 442.